# VORG

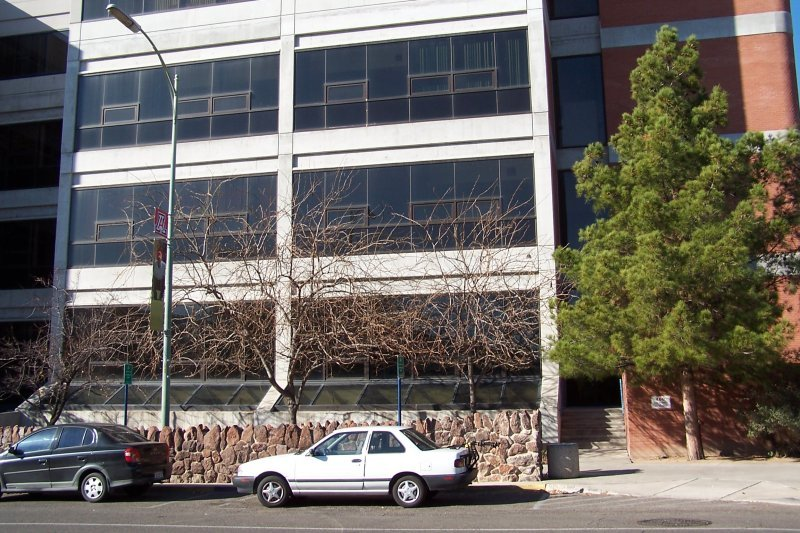
Siedziba VORG w Obserwatorium Stewarda, Tucson, Arizona

VORG (Vatican Observatory Research Group – Grupa Badawcza Obserwatorium Watykańskiego) – instytucja naukowa związana z
Watykańskim Obserwatorium Astronomicznym.
Siedziba VORG znajduje się w Obserwatorium Stewarda Uniwersytetu Arizony.
Grupa powstała w roku 1980 z inicjatywy ówczesnego dyrektora Obserwatorium Watykańskiego George’a V. Coyne’a SJ.
Podstawowym instrumentem służącym do obserwacji astronomicznych jest dla Grupy nowoczesny teleskop nowej generacji VATT. Oprócz obserwacji Grupa prowadzi także badania teoretyczne oraz interdyscyplinarne. Dysponuje także bogatą kolekcją meteorytów.

## Zespół
Oto niektóre osoby z VORG oraz dziedziny ich badań:
- José Gabriel Funes SJ, dyrektor Obserwatorium Watykańskiego i VORG, prowadzi badania nad galaktykami.
- Guy Consolmagno SJ, rzecznik Obserwatorium, bada meteoryty.
- Christopher J. Corbally SJ, wicedyrektor VORG i przewodniczący National Committee to International Astronomical Union, jest specjalistą w spektroskopii astronomicznej.
- Richard P. Boyle SJ, zajmuje się fotometrią.
- William R. Stoeger SJ, kosmolog, jest koordynatorem interdyscyplinarnych programów Nauka-Teologia.
- Michał Heller, kosmolog i filozof, Adjunct Scholar Obserwatorium Watykańskiego